# 231 Est 051 à 073
Les 231 051 à 231 073 sont des locomotives à vapeur de type Pacific, construites pour la Compagnie des chemins de fer de l'Est auprès de la Compagnie du chemin de fer de Paris à Orléans. Elles étaient dites de type « Chapelon 2e type ».

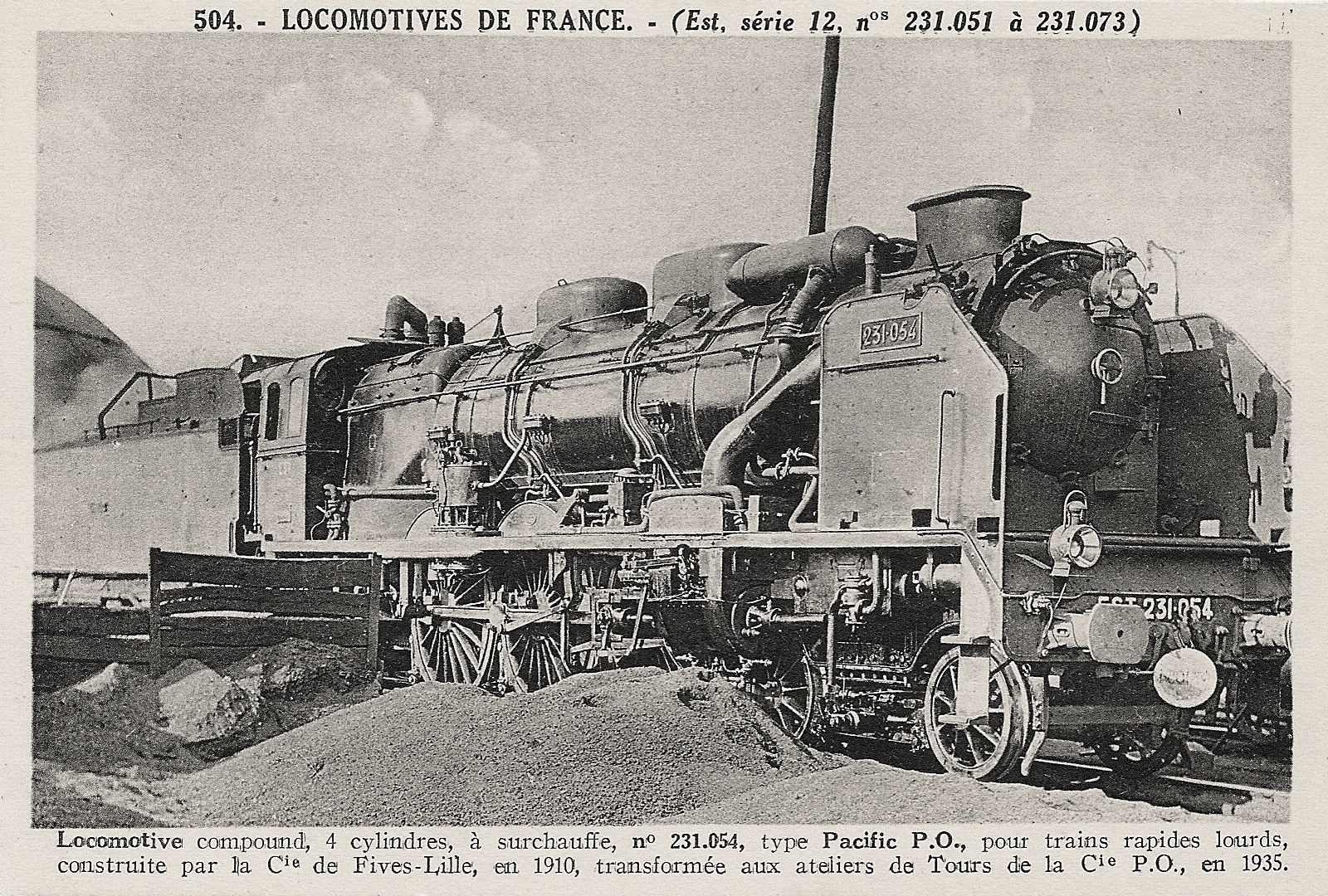
La 231-054 Est.

## Genèse
La Pacific PO no 3566, modifiée par le vaporiste bien connu André Chapelon, vint en 1931 sur le réseau de l'Est pour y effectuer des essais qui s'avérèrent très concluants.
L'état de service et les performances des Pacific transformées que furent les 3701 à 3721 et les 231-722 à 731, furent suffisamment convaincants pour que la Direction de la compagnie de l'Est passât commande en mai et octobre 1934 de respectivement 10 et 13 locomotives de même type que les 231 PO 3501 à 3589 mais modifiées selon les mêmes principes.
Les travaux furent réalisés par les ateliers de la Compagnie du chemin de fer de Paris à Orléans situés à Tours, entre avril et octobre 1935.
Elles formeront la Série 12s numéro : 231 051 à 231 073.

## Description
Elles disposaient d'un moteur compound à quatre cylindres décroisés de type « Du Bousquet De Glehn » avec les cylindres HP extérieurs et les cylindres BP intérieurs. Le foyer était de type « Belpaire » à grille trapézoïdale comme sur les Pacific de type « État » et l'échappement était double de type « Kylchap » 1K/1C. La distribution était du type « Walschaerts » avec soupapes à cames oscillantes de type « Lentz-Dabeg ». Le bogie était à longerons intérieurs de type « Alsacien » et avait un déplacement latéral de + ou - ?? mm et il était freiné. L'essieu porteur n'était pas traité en bissel et avait un déplacement latéral de + ou - ?? mm. Elle disposaient d'un réchauffeur de type « ACFI RM intégral » avec les chambres carénées. Lors de leur venue sur la Compagnie ces locomotives disposaient d'écrans pare-fumée de type « PO » mais à coins arrondis et bordés par un profilé. Ils furent remplacés par des écrans pare-fumée de grande taille avec une prolongation arrière très longue.
Lors de leur transformation elles furent toutes équipées de la plate-forme de type « Mestre » et de l'attelage de type « TI (tender interchangeable) »

## Utilisation et services
Les 23 locomotives furent toutes affectées aux dépôt de Troyes. Elles firent montre d'indéniables qualités en assurant les services les plus durs sur les lignes Paris - Belfort et Paris - Charleville.
En 1938, lors de la création de la SNCF, elles furent réimmatriculées : 1-231 C 51 à 73.
Au début de la Seconde Guerre mondiale elles furent garées pour quelques mois à Vaires et ensuite affectées aux dépôts de Paris la Villette et de Troyes. Au sortir de la Seconde Guerre mondiale il manquait la 1-231 C 63 et la série fut répartie entre Paris la Villette et Mohon pour respectivement 12 et 10 locomotives. Plus tard elles connurent le dépôt de Nancy pour quelque temps avant de revenir à celui de Troyes.
En 1946 la 1-231 C 71 fut équipée par les ateliers d'Épernay d'un carénage de type « Huet ».
Si le dépôt de Troyes sut utiliser au mieux les possibilités de ces locomotives la Compagnie des chemins de fer de l'Est leur préféra néanmoins ses Mountain: les 241 Est 241002 à 241041 (futures : 1-241 A 2 à 41 ). De fait malgré des performances en tout point supérieures elles furent rapidement éliminées, avant même les 1-231 B 1 à 40 pourtant plus anciennes. Tant et si bien que si la série comptait encore 33 unités en janvier 1957 elle s'éteignit en 1958.
Du temps de la Compagnie des chemins de fer de l'Est, il semble que seul le dépôt de Troyes réussit à exploiter les possibilités de ces locomotives dont les réglages et l'entretien se sont toujours révélés délicats.

## Tenders
Les locomotives étant équipées de la plate-forme de type « Mestre » et de l'attelage de type « TI (tender interchangeable) » elles pouvaient être accouplée à des tenders de type 25 m3, 32 m3 ou 35 m3 à bogies. On trouve ainsi accouplés les tenders des types :
- des tenders à bogies contenant 35 m3 d'eau et 8 t de charbon immatriculés 35101 à 35113 puis 1-35 B 101 à 113 qui furent construits spécialement pour ces locomotives avant d'être accouplées aux 230 K 103 à 280 chauffées au fioul. La caisse était à arêtes arrondies.
- des tenders toujours à bogies mais contenant 35,5 m3 d'eau et 7 t de charbon immatriculés 35001 à 35082 puis 1-35 A 1 à 82
- et enfin le tender prototype à bogies et analogue de forme aux 35 B mais avec une caisse soudée contenant 36 m3 d'eau et 7 t de charbon immatriculés 36001 puis 1-36 A 1 et qui fut accouplé pendant un temps à la 231 073.

## Caractéristiques
Selon LM Vilain, les caractéristiques de ces machines étaient équivalentes à celles des 231 PO 3722 à 3731. Les performances décrites ici sont celles de la 726 au banc d'essai de Vitry.
- Surface de grille :  4,33 m2
- Surface de chauffe :  196 m2
- Surface de surchauffe : 80 m2
- Nombre d'éléments : ?
- Nombre de cylindres : 2 HP et 2 BP
- Diamètre cylindres HP : 420 mm
- Course cylindres HP : 650 mm
- Diamètre cylindres BP : 650 mm
- Course cylindres BP : 690 mm
- Pression de la chaudière : 17 kg/cm2
- Diamètre des roues motrices : 1 950 mm
- Diamètre des roues du boggie : 950 mm
- Diamètre des roues du bissel : 1 150 mm
- Masse à vide : 97 tonnes
- Masse en ordre de marche : 108 tonnes
- Masse adhérente : 63 tonnes
- Longueur hors tout de la locomotive seule : 13,79 m
- Puissance maximum indiquée : 2 723 kW à 90 km/h
- Puissance maximum à la jante : 2 502 kW à 120 km/h, 2 061 kW à 144 km/h
- Puissance maximum au crochet du tender : 2 061 kW à 90 km/h, 1 950 kW à 110 km/h, 1 877 kW à 120 km/h.
- Effort de traction maximum : kN
- Vitesse maxi en service : 140 km/h au PO, 130 km/h à la SNCF

Tender :
- Tare du tender : tonnes
- Capacité en eau : 35 à 35,5 m3
- Capacité en charbon : 7 tonnes
- Masse du tender en ordre de marche : 72 à 80 t (35 A)
- Masse totale locomotive + tender : 180 à 188 t
- Longueur du tender : m
- Longueur totale locomotive + tender :  24,04 m